# Franz Raidt
Franz Raidt (* 2. Oktober 1896 in Niedernau; † 7. Februar 1982) war ein deutscher Ministerialbeamter.

## Leben
Raidt, Sohn eines Hoteliers und katholischer Konfession, studierte von 1919 bis 1921 Rechtswissenschaften in Tübingen und München. Er war seit 1919 Mitglied der katholischen Studentenverbindung AV Guestfalia Tübingen im CV.
Danach trat Raidt in den württembergischen Justizdienst ein und war zunächst in Ellwangen (Jagst) als Staatsanwalt, Amtsgerichtsrat und Landgerichtsrat sowie danach in Esslingen am Neckar als Amtsgerichtsrat und Amtsgerichtsdirektor.
1946 trat er als Justitiar in den Dienst der Forstdirektion Württemberg-Hohenzollern in Tübingen. 1953 wechselte er in das Landwirtschaftsministerium Baden-Württemberg. Dort übernahm er 1955 die Leitung der Rechtsabteilung und war von 1961 bis 1963 Ministerialdirektor und als Amtschef der ständige Vertreter des Ministers Eugen Leibfried.